# 다나 바브로바
다나 바브로바(체코어·독일어: Dana Vávrová, 1967년 8월 9일~2009년 2월 5일)는 체코와 독일의 배우, 영화 감독이다.
2009년 2월 뮌헨에서 자궁경부암으로 사망했다.

## 영화
- 스트레이트 슈터 (1999년)
- 코미디언 하모니스트 (1997년)
- 브라더 오브 슬립 (1995년) - 엘스베쓰 역
- 스탈린그라드: 최후의 전투 (1993년)
- 안나의 겨울 (1988년)
- 아마데우스 (1984년)